# مروان أبو طاحون
مروان سلمان أبو طاحون، (5 مارس 1979) كاتب وشاعر ومغني وفنان عالمي، ولد في العاصمة الإسبانية مدريد لأسرة من مدينة طولكرم الفلسطينية، يعد أحد أبرز المغنيين وكُتاب الأغاني في إسبانيا وأمريكا اللاتينية.

## سيرته
ولد مروان سلمان أبو طاحون بتاريخ 5 مارس 1979 في حي ألوتشي في العاصمة الإسبانية مدريد لأسرة من مدينة طولكرم الفلسطينية، كان والده قد غادر طولكرم متوجهًا إلى إسبانيا عقب حرب النكسة عام 1967.
بدأ مروان الغناء منذ أن كان طالبًا في كلية الرياضة. قدم في عام 2007 أمسية موسيقية في مدينة القدس ضمن مهرجان "مواسم القدس الموسيقية لخريف 2007"، كما قدم عدة حفلات موسيقى تضامنية مع أطفال غزة بتنظيم من الأونروا.
قدم مروان عروضًا موسيقية في عدد كبير من دول العالم، منها بلده فلسطين، والمكسيك، والأرجنتين، وتشيلي، والأوروغواي، والبيرو، والإكوادور، والولايات المتحدة الأمريكية، وكولومبيا، وفرنسا، واليونان، وروسيا، وجمهورية الدومينيكان، وبلجيكا، والأردن.

## مؤلفاته الشعرية
له مجموعة من الدواوين الشعرية، منها:
| اسم الديوان                                                                 | لغة النشر | سنة النشر | ملاحظات                          |
| --------------------------------------------------------------------------- | --------- | --------- | -------------------------------- |
| La triste historia de tu cuerpo sobre el mío (جسمي على جسمك: القصة الحزينة) | الإسبانية | 2011      |                                  |
| Apuntes sobre mi paso por el invierno (خواطر عن مروري بالشتاء)              | الإسبانية | 2014      |                                  |
| Todos mis futuros son contigo (كل مستقبلي معك)                              | الإسبانية | 2015      | حقق مبيعات تزيد عن 100,000 نسخة. |
| Los amores imparables (الحب الذي لا يمكن وقفه)                              | الإسبانية | 2018      |                                  |
| Una mujer en la garganta (امرأة في الحلق)                                   | الإسبانية | 2021      |                                  |

## ألبوماته الغنائية
من ألبوماته الغنائية:
| اسم الألبوم                           | لغة الإصدار | سنة الإصدار |
| ------------------------------------- | ----------- | ----------- |
| Trapecista                            | الإسبانية   | 2008        |
| Las cosas que no pude responder       | الإسبانية   | 2011        |
| Apuntes sobre mi paso por el invierno | الإسبانية   | 2014        |
| Mis paisajes interiores               | الإسبانية   | 2017        |
| El viejo boxeador                     | الإسبانية   | 2020        |

## جوائز
حصل مروان خلال مسيرته الفنية على عدة جوائز وتكريمات، كان من أبرزها:
- جائزة ولقب "موسيقي من أجل السلام"، من البرلمان الأوروبي.[7]
- جائزة Guille لأفضل مطرب وكاتب أغاني، عام 2011.[7]

## وصلات خارجية
- مروان الإسباني الفلسطيني مغنيًا، صحيفة العربي الجديد، 11 يناير 2015.